# Nicht ohne meine Eltern
Nicht ohne meine Eltern ist ein deutscher Fernsehfilm von Christian von Castelberg aus dem Jahr 1999. Jophi Ries, Claudia Michelsen und André Kaminski sind in den Hauptrollen besetzt.

## Handlung
Für den 12-jährigen Jonathan Winterhoff bricht eine Welt zusammen, als er ein Gespräch seiner Mutter Andrea mit ihrer Freundin Dr. Ellen Hansen heimlich belauscht. Darin erfährt er, dass sich seine Eltern scheiden lassen wollen. Dies will er jedoch mit aller Macht verhindern, indem er den Anwalt Bartholomäus Penning konsultiert und ihn bittet, ihn vor Gericht zu vertreten. Er will sich nicht zwischen einem Elternteil entscheiden müssen oder ein Heim geschickt werden.

## Produktionsnotizen
Für die Produktion Nicht ohne meine Eltern zeichnete die Objectiv-Film GmbH unter Federführung von Produzent Christian Springer verantwortlich. Die Erstausstrahlung erfolgte am 3. Juni 1999 zur Hauptsendezeit im ZDF. Sie war Teil eines Themenschwerpunkts anlässlich des am 1. Juli 1998 erlassenen Gesetz, einen „Anwalt des Kindes“ zu bestellen, der sich um dessen Belange kümmert.